# Western Conference (NBA)
Die Western Conference ist neben der Eastern Conference eine der beiden Conferences in der nordamerikanischen Basketball-Liga NBA. Sie ist in drei Divisions mit je fünf Teams unterteilt. Noch in der Saison 2003/04 waren es nur zwei Divisions pro Conference mit jeweils sieben bzw. acht Teams.
Die Conferences wurden in der Saison 1970/71 eingeführt. Zuvor gab es lediglich eine Eastern und eine Western Division (mit Ausnahme einer Central Division in der Saison 1949/50).

## Playoff-Modus
Die drei Division-Sieger und die besten fünf weiteren Teams erreichen die Western Conference Playoffs. In der ersten Runde dieser Playoffs spielen der Erstplatzierte der Regular Season gegen den Achtplatzierten, der Zweite gegen den Siebten usw. eine Serie von maximal sieben Spielen gegeneinander. Jenes Team, das als erstes vier Siege auf dem Konto verbuchen kann (Best-of-Seven-Modus), kommt in die nächste Runde. Der Sieger der Western Conference-Finals gewinnt seit der Saison 2021/22 mit dem Rebranding der Liga anlässlich ihres 75-jährigen Bestehens die Oscar Robertson Trophy. Der wertvollste Spieler der Western-Conference-Finals wird als Western Conference Finals MVP mit der Earvin „Magic“ Johnson Trophy ausgezeichnet. 
Die Sieger beider Conferences spielen in den NBA-Finals um den NBA-Titel, in den USA „Weltmeister“ genannt.

## Teams
| Atlanta |

| Boston |

| Charlotte |

| Chicago |

| Cleveland |

| Dallas |

| Denver |

| Detroit |

| Houston |

| Indianapolis |

| 2× Los Angeles |

| Memphis |

| Miami |

| Milwaukee |

| Minneapolis |

| New Orleans |

| 2× New York |

| Oklahoma City |

| Orlando |

| Philadelphia |

| Phoenix |

| Portland |

| Sacramento |

| San Antonio |

| San Francisco |

| Salt Lake City |

| Toronto |

| Washington |

| Northwest Division (auf der Karte oben in gelb)                                                        | Pacific Division (auf der Karte oben in lila)                                                         | Southwest Division (auf der Karte oben in rot)                                                      |
| --- | --- | --------------------------------------------------------------------------------------------------- |
| - Denver Nuggets - Minnesota Timberwolves - Oklahoma City Thunder - Portland Trail Blazers - Utah Jazz | - Golden State Warriors - Los Angeles Clippers - Los Angeles Lakers - Phoenix Suns - Sacramento Kings | - Dallas Mavericks - Houston Rockets - Memphis Grizzlies - New Orleans Pelicans - San Antonio Spurs |